# Південна полярна шапка (Марс)

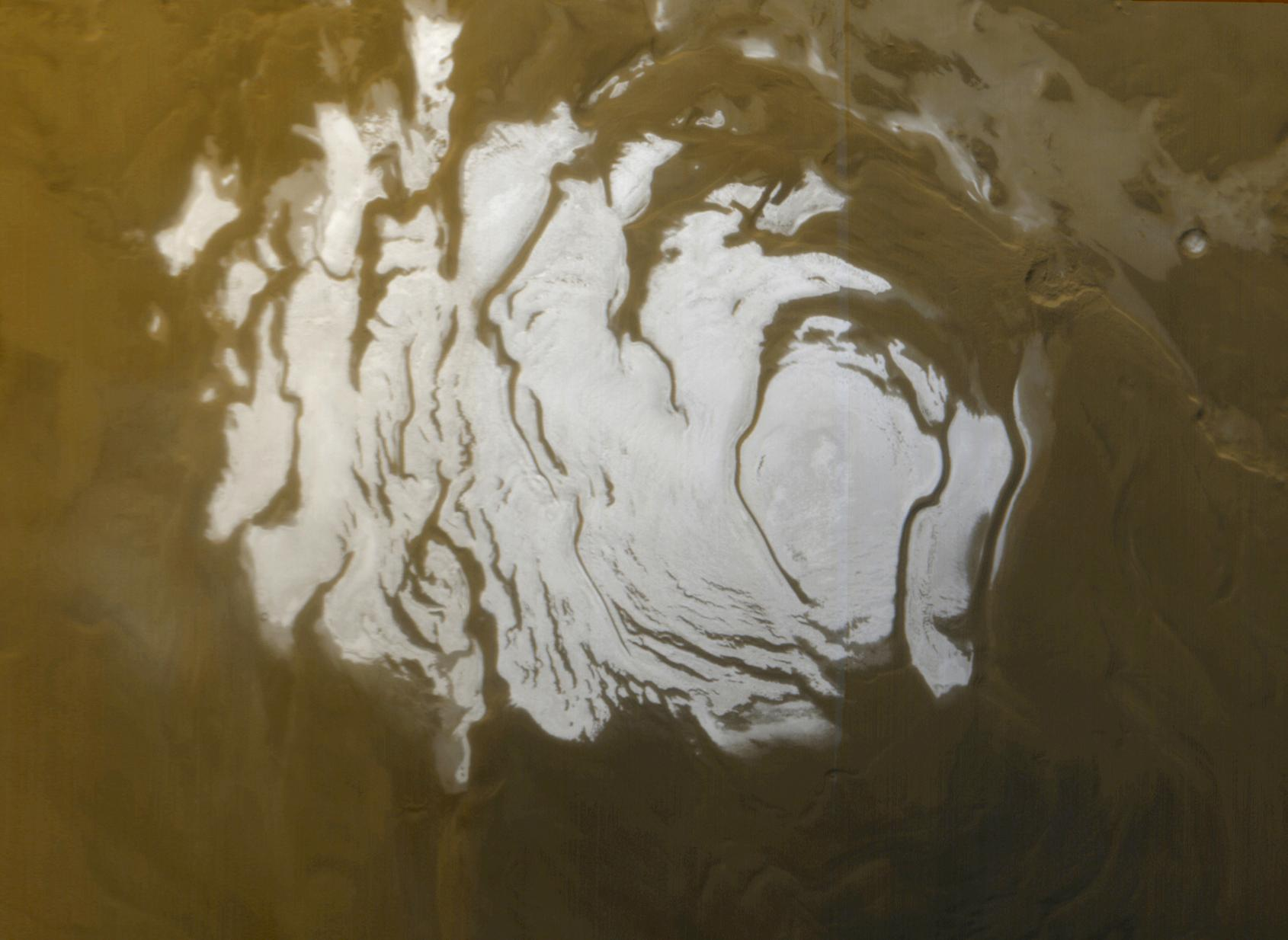
Південна полярна шапка в 2000 році

Південна полярна шапка — область, розташована на південному полюсі Марса, що характеризується наявністю гігантських кількостей діоксиду вуглецю в твердій фазі з домішкою льоду, води і пилу. Знаходиться на південному плато. Схильна до сезонних змін. У розпал весни полярна шапка має поперечник близько 400 кілометрів.

## Структура
Північна залишкова шапка Марса в даний час набагато більша (близько 1000 км в поперечнику) свого південного аналога (близько 300 км), оскільки південна півкуля в літній період знаходиться в перигелії, тобто помітно ближче до Сонця. Також цьому могло сприяти більш низьке положення поверхні північної півкулі. Тут розташовані великі низовини, в яких протягом мільйонів років могли накопичуватися потужні товщі тонкозернистого матеріалу, що зноситься з материкових височин південної півкулі. Такі осадові відкладення в умовах суворого клімату Марса і могли стати найбільшим потенційним резервуаром для накопичення льоду.
Полярні шапки Марса складаються з двох шарів. Нижній, основний шар, з товщиною, оцінюваною в сотні метрів, утворений звичайним водяним льодом, змішаним з пилом, який зберігається і в літній період. Це постійні шапки. Спостережувані сезонні зміни полярних шапок відбуваються за рахунок верхнього шару товщиною менше 1 метра, що складається з твердої вуглекислоти, так званого «сухого льоду». Площа, що покривається цим шаром швидко росте в зимовий період, досягаючи паралелі 50 градусів, а іноді переходячи цю межу. Навесні з підвищенням температури цей шар випаровується і залишається тільки стала шапка.

## Вивчення
Групи вчених під керівництвом Марії Зубер вдалося визначити склад південної полярної шапки, використовуючи дані про її топографію і гравітаційні потенціали, зібрані апаратами Mars Global Surveyor і Mars Reconnaissance Orbiter. Вони вирахували товщину і масу південного крижаного щита і визначили його середню щільність, яка виявилася дорівнює 1220 кг/м3.
Великі дослідження південної полярної шапки Марса передбачалося провести за допомогою Mars Polar Lander — спускного апарата НАСА, запущеного в січні 1999 року. У вересні того ж року апарат досяг Марса, але після входу в марсіанську атмосферу зв'язок з ним перервався.

## Цікаві факти
Крижане «озеро» на Південному полюсі Марса настільки велике, що якщо розтопити весь лід, то поверхня планети покриється 11-метровим шаром води.